# Għarb
Għarb – jedna z jednostek administracyjnych na Malcie. Mieszka tutaj 1 539 mieszkańców. Miejscowość znajduje się na wyspie Gozo.

## Turystyka
- Bazylika Nawiedzenia Najświętszej Maryi Panny, kościół z 1729 roku
- Kościół Ta’ Pinu, neoromańska bazylika mniejsza z XX wieku
- Kaplica św. Dymitra, kaplica z 1736 roku[5]
- Chapel of St. Publius, kaplica z 1850 roku[6]
- Chapel of the Madonna taż-Żejt, kaplica z 1675 roku[7]
- Wied il-Mielah Window, naturalny łuk skalny

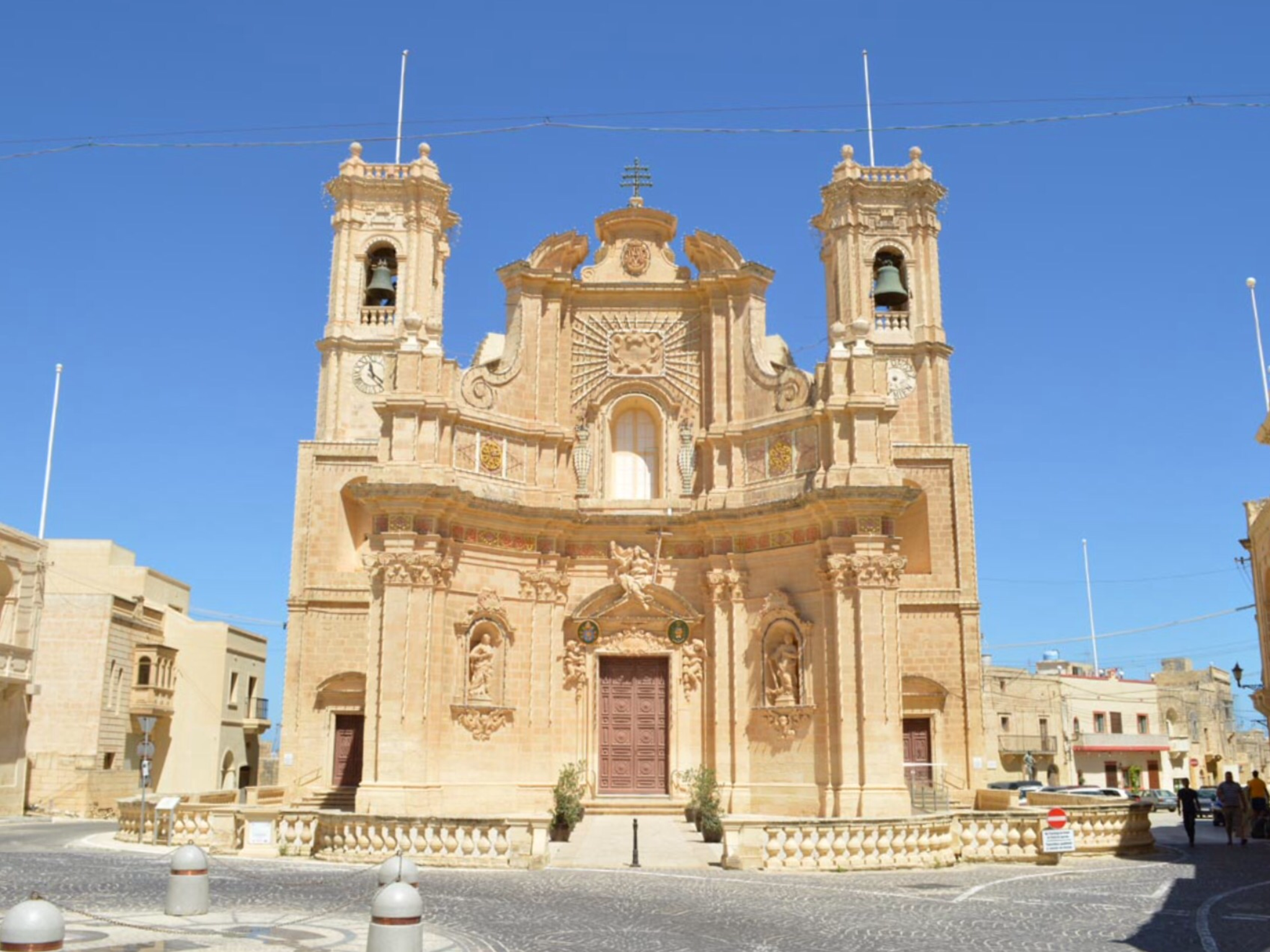
Bazylika
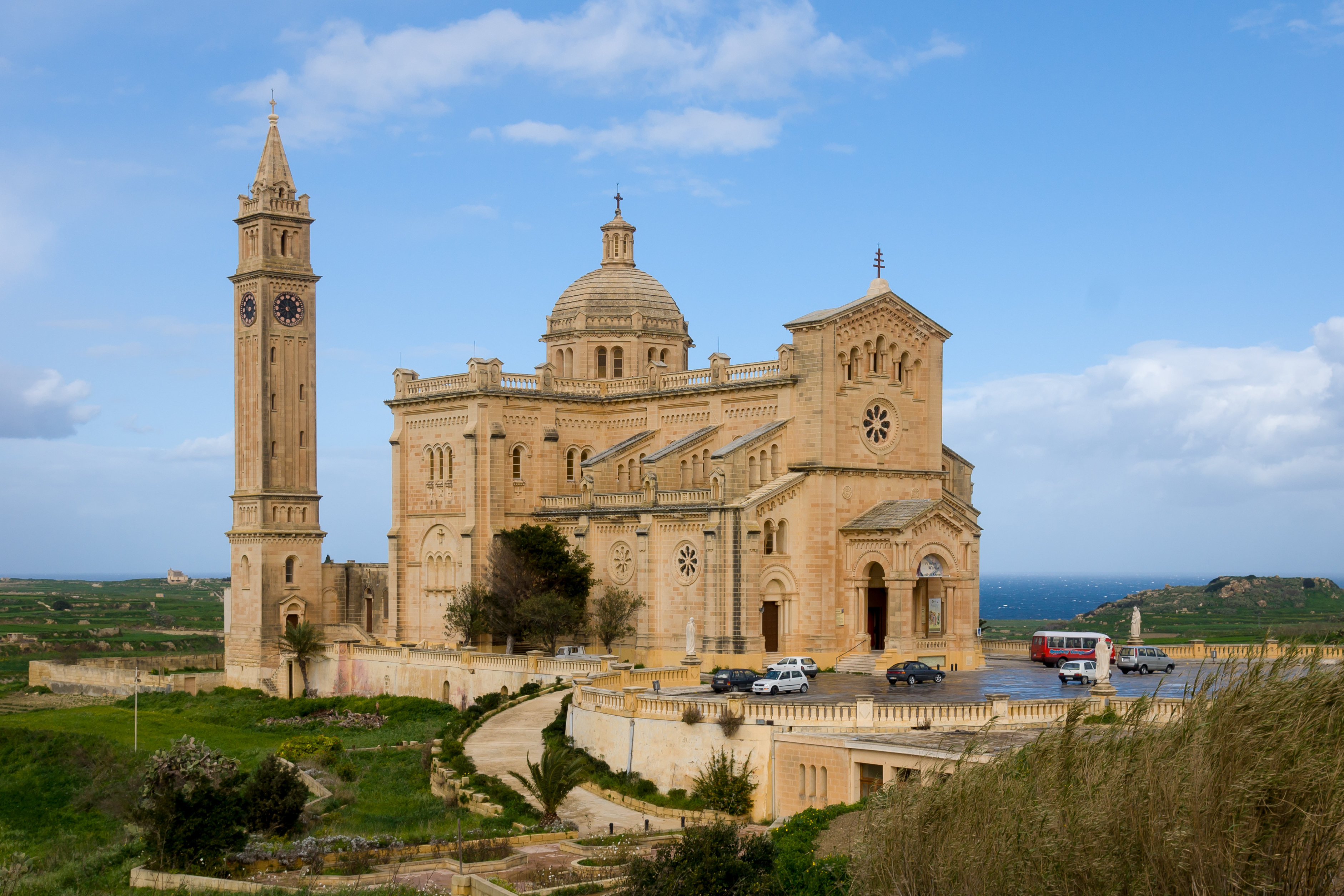
Ta’ Pinu
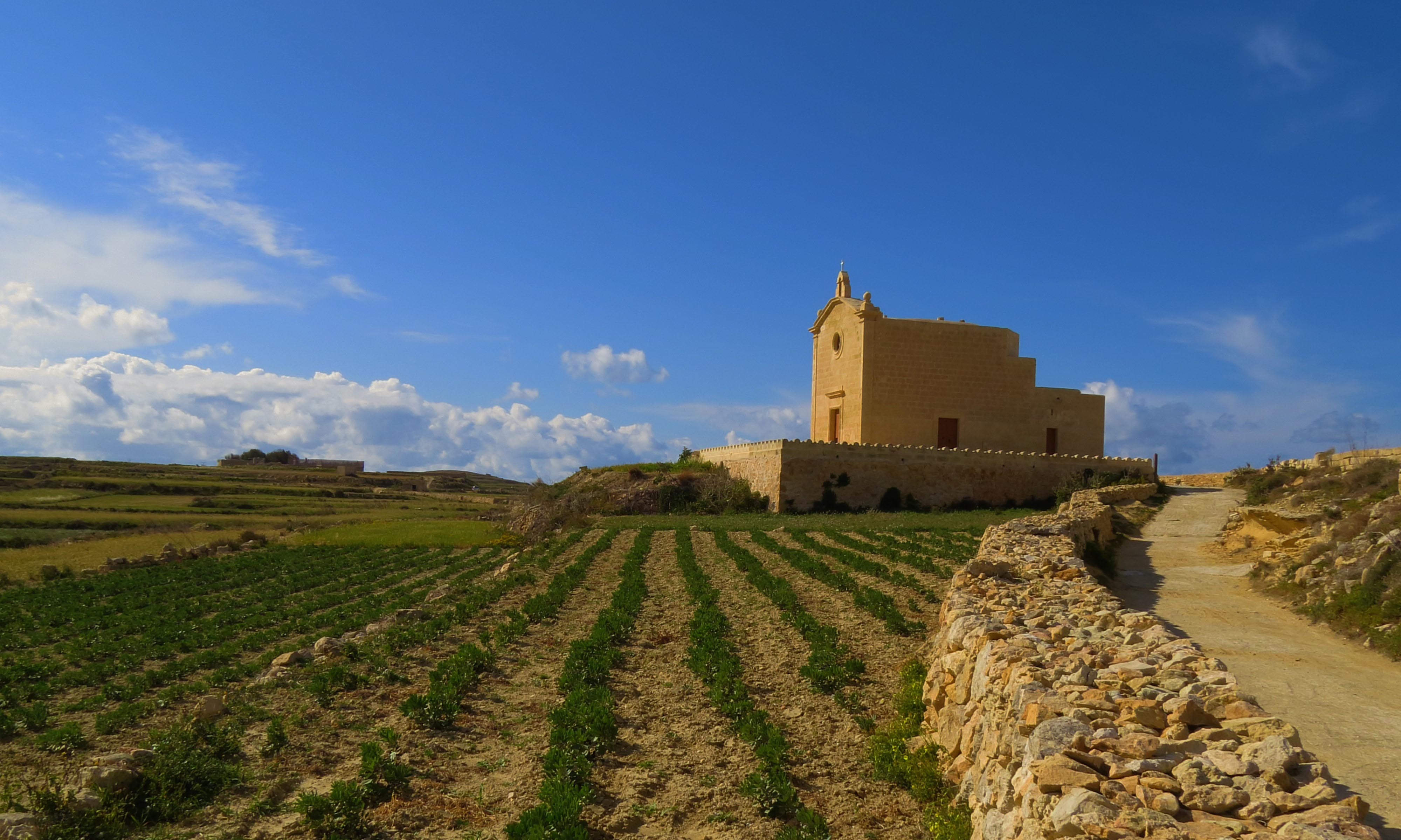
Chapel of St Demetrius
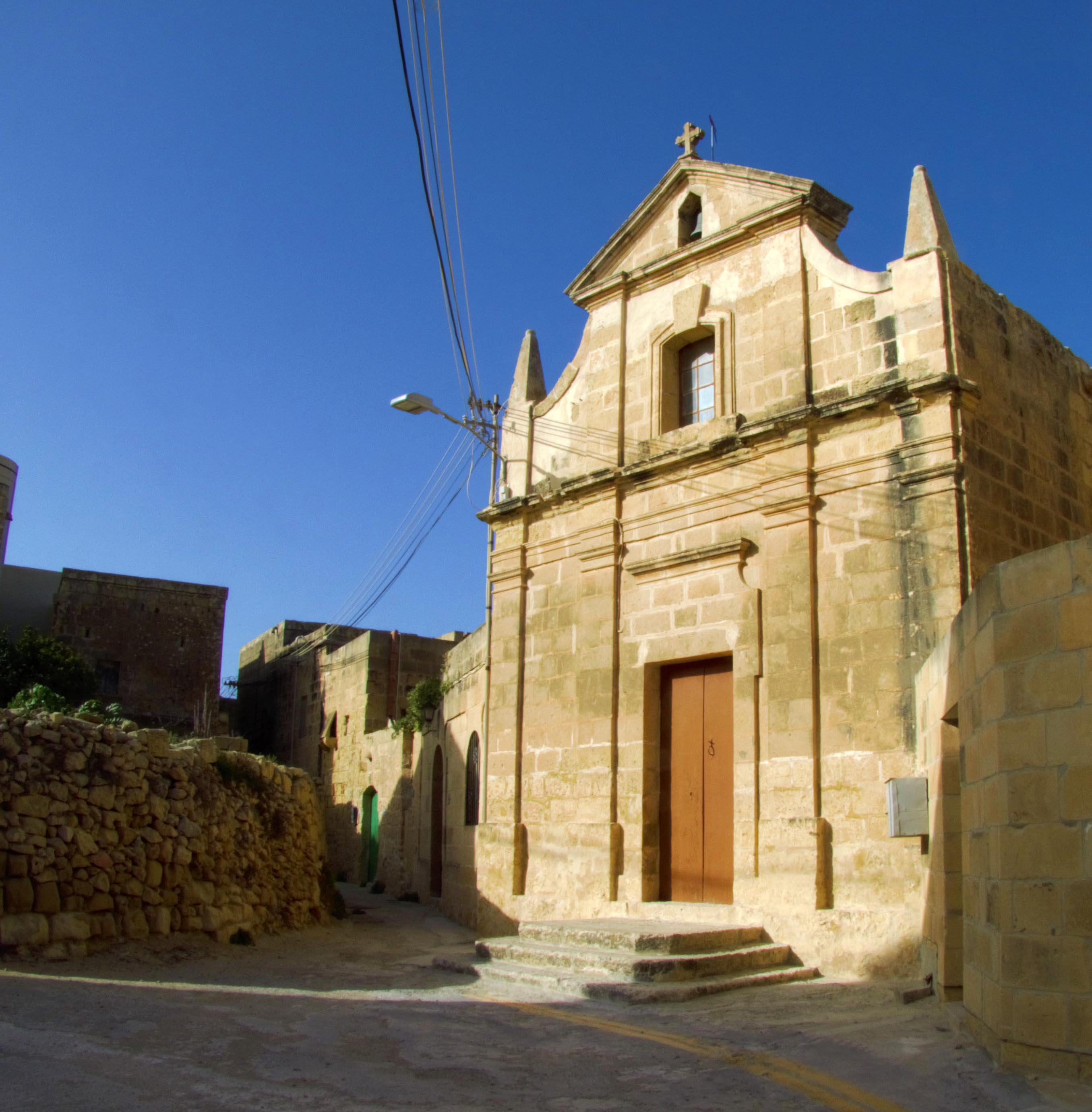
Chapel of St. Publius
Chapel of the Madonna taż-Żejt
Wied il-Mielaħ Window